# Al-Muwaffak
Abu Ahmad Ṭalḥa ibn Jaʿfar ibn Muḥammad ibn Hārūn al-Muwaffaq bi'Llah (arab. ‏أبو أحمد طلحة بن جعفر الموفق بالله‎), znany również jako Al-Muwaffak Billah (arab. ‏الموفق بالله‎, "Błogosławiony przez Boga"; ur. 29 listopada 843 w Samarze - zm. 2 czerwca 891 w Bagdadzie) – abbasydzki książkę i przywódca wojskowy, który pełnił funkcję regenta kalifatu Abbasydów przez większą część panowania swojego brata, kalifa Al-Mu’tamida.

## Biografia
Talha, powszechnie znany pod kunją Abu Ahmad, urodził się 29 listopada 843 roku jako syn kalifa Dżafara al-Mutawakkila (panującego w latach 847–861) i greckiej niewolnicy, konkubiny Ashar, znanej jako Umm Ishak.
W 861 roku Al-Muwaffak był świadkiem śmierci ojca w Samarze z rąk tureckich niewolników wojskowych (ghilman). Arabski historiograf At-Tabari podaje, że tej nocy pił z ojcem i natknął się na zabójców, gdy szedł do toalety, ale po krótkiej próbie ochrony kalifa, udał się do swoich komnat, gdy zdał sobie sprawę, że jego wysiłki są daremne. Morderstwo zostało niemal na pewno podżegane przez syna i następcę Al-Mutawakkila, Al-Muntasira, który natychmiast wstąpił na tron. Niemniej jednak rola samego Abu Ahmada w tej sprawie jest również podejrzana, biorąc pod uwagę jego późniejsze bliskie związki z tureckimi dowódcami wojskowymi. Morderstwo to zapoczątkowało okres wewnętrznego przewrotu znanego jako „Anarchia w Samarze”, w którym tureccy dowódcy wojskowi rywalizowali z innymi potężnymi grupami i między sobą o kontrolę nad rządem i jego zasobami finansowymi.

Drzewo genealogiczne dynastii Abbasydów w połowie i pod koniec IX wieku

Początkowo był szanowany przez obecnego kalifa, ale sześć miesięcy później został wrzucony do więzienia jako potencjalny rywal, wraz z innym ze swoich braci Al-Mu’ajjadem. Al-Mu’ajjad został wkrótce stracony, a Abu Ahmad przeżył dzięki ochronie tureckiego wojska. Ostatecznie został zwolniony i zesłany do Basry, zanim pozwolono mu wrócić do Bagdady, gdzie został zmuszony do zamieszkania w pałacu Qasr al-Dinar w Bagdadzie Wschodnim.
Al-Muwaffak zmarł 2 czerwca i został pochowany w ar-Rusafa, w pobliżu grobowca swojej matki.

## Regent kalifatu
W momencie, gdy Al-Muhtadi został zabity przez Turków w czerwcu 870 roku, Abu Ahmad przebywał w Mekce. Natychmiast pośpieszył na północ do Samarry, gdzie on i Musa ibn Bugha skutecznie odsunęli na bok nowego kalifa, Al-Mu’tamida (pan. 870–892), i przejęli kontrolę nad rządem.
Bliskimi relacjami z armią turecką i aktywnym uczestnictwem w sprawach wojennych al-Muwaffak różnił się od większości książąt abbasydzkich swoich czasów i przypominał raczej swojego dziadka, kalifa Al-Mutasima (panującego w latach 833–842).
Aby podkreślić swój autorytet, przyjął honorowe imię na wzór kalifów, Al-Muwaffaq Billah ("Błogosławiony przez Boga"). Jego władza została jeszcze bardziej rozszerzona 20 lipca 875 roku, kiedy kalif włączył go do linii sukcesji po swoim nieletnim synu, Dżafarze al-Mufawwadzie, i podzielił imperium na dwie duże sfery rządów. Zachodnie prowincje zostały przekazane al-Mufawwadowi, podczas gdy al-Muwaffak otrzymał nadzór nad wschodnimi; w praktyce al-Muwaffak nadal sprawował kontrolę również nad zachodnimi prowincjami.